# Andrij Portnow (historyk)

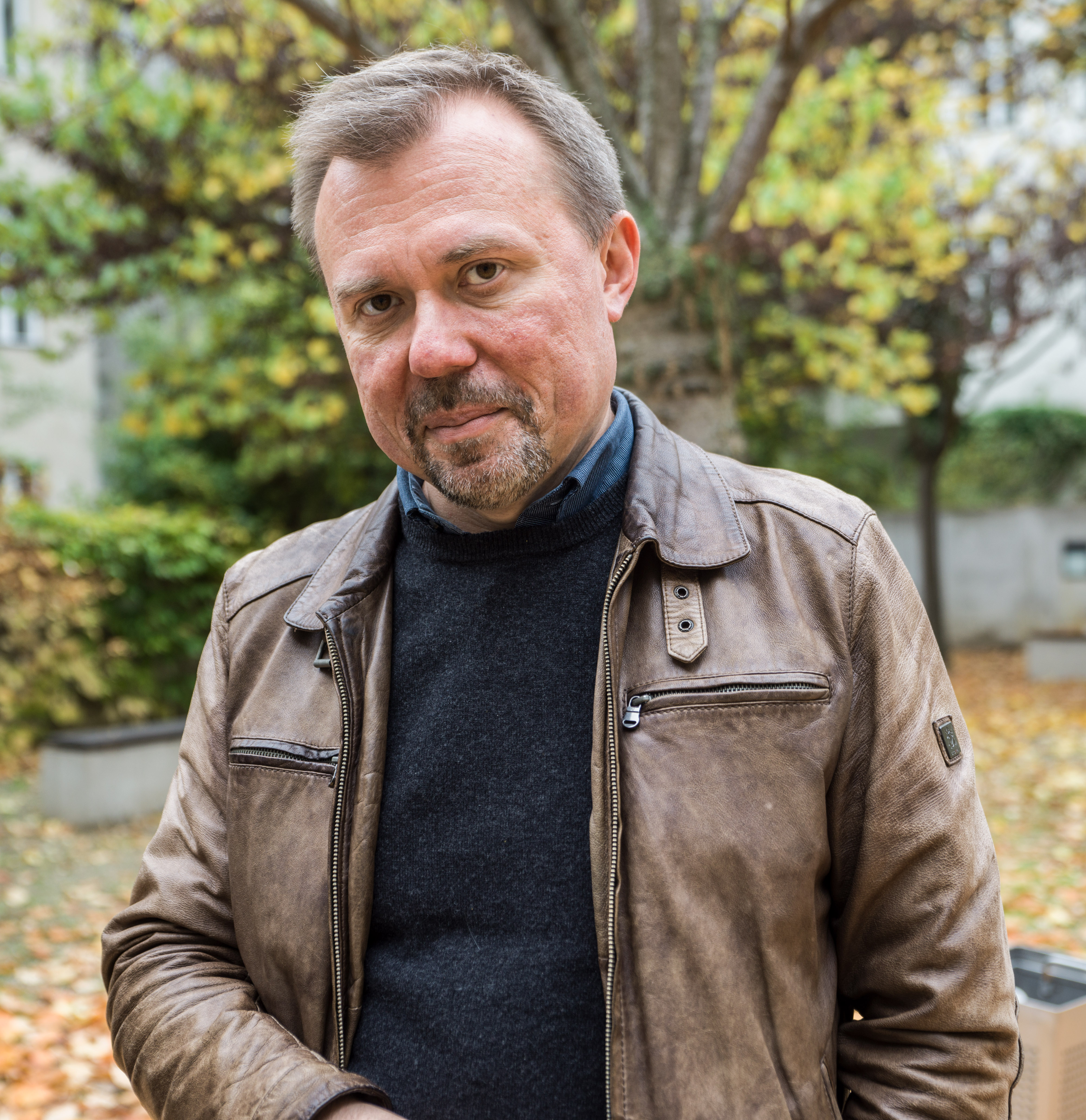
Andrij Portnow

Andrij Wołodymyrowycz Portnow (ukr. Андрій Володимирович Портнов, ur. 17 maja 1979 w Dniepropietrowsku) – ukraiński historyk, publicysta, redaktor. Profesor historii Ukrainy na Uniwersytecie Europejskim Viadrina (Frankfurt nad Odrą), dyrektor PRISMA UKRAЇNA Research Network Eastern Europe w Berlinie.

## Życiorys
Został absolwentem Narodowego Uniwersytetu w Dniepropietrowsku (magister historii z wyróżnieniem, 2001) i Uniwersytetu Warszawskiego (magister kulturoznawstwa z wyróżnieniem, 2003). Następnie odbył aspiranturę w Instytucie Ukrainoznawstwa Narodowej Akademii Nauk Ukrainy we Lwowie i w 2005 uzyskał stopień kandydata nauk ze specjalnością „historia Ukrainy” na podstawie pracy poświęconej naukowo-oświatowej działalności emigracji ukraińskiej w międzywojennej Polsce (promotor prof. Jaroslav Isaievych).
Był pracownikiem naukowym i stypendystą na Uniwersytecie w Trewirze (2004–2006), Centrum Studiów Holokaustu i Ludobójstwa w Amsterdamie (2007), Instytucie Studiów Europejskich Narodowej Akademii Nauk Ukrainy w Kijowie (2007–2008), Narodowym Instytucie Studiów Strategicznych w Kijowie (2008–2010), Centrum Studiów Rosyjskich, Kaukaskich i Europy Środkowej (CERCEC) w Paryżu (2010).
Od 2006 do 2010 r. był redaktorem naczelnym czasopisma „Ukraina Moderna”. W latach 2012–2017 był współredaktorem webportalu Historians.in.ua.
W latach 2012–2014 został stypendystą w Berlińskim Instytucie Studiów Zaawansowanych (Wissenschaftskolleg zu Berlin), w 2014–2016 stypendystą Fundacji Alexandra von Humboldta w Instytucie Studiów Słowiańskich na Uniwersytecie Humboldta w Berlinie oraz Centrum Historii Współczesnej (ZZF) w Poczdamie. W latach 2016–2017 był pracownikiem naukowym na Uniwersytecie Genewskim.
W latach 2012–2020 Portnow prowadził zajęcia z historii i kultury Ukrainy i Europy Wschodniej na Uniwersytecie Humboldta w Berlinie, Wolnym Uniwersytecie w Berlinie, Wolnym Uniwersytecie w Brukseli, Uniwersytecie w Bazylei, Liońskim Instytucie Studiów Politycznych. W latach 2017 i 2019 został krótkoterminowym stypendystą w Instytucie Nauk o Człowieku (IWM) w Wiedniu.
W 2015 r. Portnow zainicjował i został dyrektorem Berlińsko-Brandenburskiej Ukraińskiej Inicjatywy Badawczej, która przekształciła się w 2017 w sieć badawczą PRISMA UKRAЇNA Eastern Europe w Berlinie.
W maju 2018 Portnow został profesorem historii Ukrainy na Uniwersytecie Europejskim Viadrina (Frankfurt nad Odrą).
W 2019 r. został również zaproszony jako profesor gościnny na Uniwersytecie w Poczdamie.
Prof. Portnow jest członkiem ukraińskiego PEN Clubu oraz Deutsche Gesellschaft für Osteuropakunde (DGO).

## Nagrody
- 2008 Nagroda im. Jerzego Giedroycia.
- 2013 Nagroda Jurija Szewelowa[10].

## Publikacje naukowe
Andrij Portnow opublikował osiem książek, ponad 300 artykułów, rozdziałów i recenzji książek. W pracy naukowo-badawczej zajmuje się polsko-rosyjsko-ukraińskim trójkątem historii i pamięci, badaniami nad ludobójstwem i pamięcią, historiografią ukraińską i sowiecką, emigracją ukraińską w międzywojennej Europie, rozbiorami Polski i ukraińską polityką Imperium Rosyjskiego, historią Dniepra, osobowościami takich intelektualistów, jak Wołodymyr Parchomenko, Wjaczesław Zajikyn, Wiktor Petrow, Mykoła Kowalski, Omelan Pricak i inni.
Jego teksty naukowe są publikowane w językach ukraińskim, rosyjskim, polskim, angielskim, niemieckim, francuskim, japońskim, czeskim, bułgarskim, węgierskim i białoruskim.

### Książki
- Dnipro. An Entangled History of a European City. Boston, 2022.[11]
- Poland and Ukraine. Entangled Histories, Asymmetric Memories [Essays of the Forum Transregionale Studien 7/2020]. Berlin: Forum Transregionale Studien, 2020. 83 s.[12]
- Історії для домашнього вжитку. Есеї про польсько-російсько-український трикутник пам’яті. Kijów: Krytyka, 2013. ISBN 978-966-8978-65-4 [Historie do użytku domowego. Eseje o polsko-ukraińsko-rosyjskim trójkącie pamięci].
- Історії істориків. Обличчя й образи української історіографії XX століття. Kijów: Krytyka, 2011. ISBN 978-966-8978-46-3 [Historie historyków. Oblicza i obrazy ukraińskiej historiografii XX wieku].
- Упражнения с историей по-украински. Moskwa: O.G.I., 2010. ISBN 978-5-94282-604-8 [Ukraińskie ćwiczenia z historią].
- Між «Центральною Європою» та «Русским миром»: Сучасна Україна у просторі міжнародних інтелектуальних дискусій. Kijów: Національний інститут стратегічних досліджень, 2009. ISBN 966-554-160-9 [Między „Europą Środkową” a „światem rosyjskim”: Nowoczesna Ukraina w przestrzeni międzynarodowych dyskusji intelektualnych].
- Наука у вигнанні: Наукова і освітня діяльність української еміграції в міжвоєнній Польщі (1919–1939). Charków: CHIFT, 2008. ISBN 978-966-7713-06-7 [Nauka na uchodźstwie: Działalność naukowo-dydaktyczna emigracji ukraińskiej w międzywojennej Polsce].
- Володимир Пархоменко – дослідник ранньої історії Русі. Lwów: Інститут українознавства ім. І. Крип'якевича, 2003. ISBN 966-02-3033-8 [Wołodymyr Parchomenko: badacz wczesnej historii Rusi].

### Wybrane publikacje polskojęzyczne
- Jak Rosja poznawała “swoich”. Obrazy ziem “nowo nabytych” wskutek rozbiorów Rzeczypospolitej w świadomości społecznej i polityce władz Cesarstwa Rosyjskiego (koniec XVIII – początek XIX wieku), w: O ziemię naszą, nie waszą. Ideowe aspekty procesów narodowotwórczych w Europie Środkowej i Wschodniej, red. Łukasz Adamski, Warszawa: Centrum Polsko-Rosyjskiego Dialogu i Porozumienia, 2017, s. 153–182.
- Imperium przeciw Kozakom? Jekaterynosław-Dniepropetrowsk w poszukiwaniu początków miasta, w: Wśród ludzi, rzeczy i znaków. Krzysztofowi Pomianowi w darze. Red. Andrzej Kołakowski, Andrzej Mencwel, Jacel Migasiński, Paweł Rodak, Małgorzata Szpakowska. Warszawa: Wydawnictwa Uniwersytetu Warszawskiego, 2016, s. 447–462.
- Dniepropetrowsk. O tym, jak breżniewowska stolica stała się “sercem Ukrainy”, w: Przegląd Polityczny, 2015, №. 129, s. 112–115.
- Historiografia ukraińska. Doświadczenia sowietyzacji, w: Pamięć i sprawiedliwość, № 1, 2014, s. 401–429.
- Ukraińskie interpretacje rzezi wołyńskiej, w: Więź, 2013, №. 2, s. 158–166.
- Dwaj historycy w jednym Lwowie, w: Nowa Europa Wschodnia, № 5, 2011, s. 158–168.

## Wideoblogi
W latach 2011–2016 Portnow nakręcił 99 wideoblogów dotyczących różnych zagadnień humanistyki międzynarodowej (m.in. wywiady z Anne Applebaum, Wołodymyrem Kułykiem, Jurijem Slozkinem, Marią Lewicką, Alvydasem Nikžentaitisem, Simonem Gerhardem i innymi) dla portalu internetowego abimperio.net (już nie istnieje). Większość z nich można zobaczyć na osobistym kanale Portnowa na You-Tube. W 2018 roku powstał kanał You-Tube Katedry Historii Ukrainy, na którym znajdują się zarówno nagrania wideo z różnych konferencji Katedry, szkół letnich i kolokwiów, jak i nowe wideoblogi prof. Portnowa.